# Tor Ulven
Tor Ulven (Oslo, 1953–1995) fou un poeta noruec. És considerat un dels poetes majors d'aquest país de la postguerra mundial i va guanyar la majoria dels premis de la literatura noruega.
Els seus primers treballs consisteixen en la tradicional poesia modernista, amb fortes influències d'André Breton i el surrealisme. El 1980 va evolucionar i va desenvolupar una veu més independent, tant pel que fa a l'estil com a la temàtica. Els darrers treballs també tenen parts considerables en prosa. Es va suïcidar a Oslo el 1995.

## Premis
- Premi Dobloug el 1995
- Premi Obstfelder el 1993
- Premi Hartvig Kirans el 1990